# Arnaud Pfrimmer
Arnaud Pfrimmer (2 juli 1996) is een Frans wielrenner die anno 2017 rijdt voor de Franse wielerclub CC Étupes.

## Carrière
In 2015 won Pfrimmer zowel de tijdrit als de wegwedstrijd op de regionale kampioenschappen van Franche-Comté. Later dat jaar werd hij zevende op het nationale kampioenschap op de weg voor beloften.
In 2017 werd Pfrimmer tweede in de eerste etappe van de Ronde van de Jura, die dat jaar voor het eerst sinds 2014 werd georganiseerd. Dankzij die klassering mocht hij de volgende dag starten in de leiderstrui van het jongerenklassement.